# Gerard Delfgaauw
Gerardus Johannes Delfgaauw, (Monster, 2 april 1882 - Rijswijk, 21 oktober 1947) was een Nederlands kunstschilder.
Na een opleiding aan de Haagse tekenacademie rond de eeuwwisseling werkte Gerard Delfgaauw in naturalistisch-impressionistische stijl. Hij schilderde veel landschappen en stadsgezichten (onder andere van Amsterdam, Rotterdam, Dordrecht en Delft). Tot zijn werk behoort een reeks dynamische Rotterdamse havengezichten, waaronder De Nieuw Amsterdam en de Statendam afgemeerd aan de Wilhelminakade.
Er zijn schilderijen van Delfgaauw, die door een kunsthandelaar gesigneerd werden met H. van Gessel; dit heeft slechts een korte periode geduurd. Schilderijen die de signatuur K. Schilderspel of J. van Delden dragen hebben niets met het werk van G.J.Delfgaauw van doen. Deze namen zijn uit commerciële overwegingen aangewend ten behoeve van de verkoop van werken die niet door Delfgaauw gemaakt zijn. Kunsthistorisch onderzoek heeft aangetoond dat deze schilderijen zowel qua stijl als qua techniek totaal anders zijn; ze zijn door kenners niet moeilijk van een echte Delfgaauw te onderscheiden. De resultaten van het onderzoek konden worden bevestigd door de zoon van de schilder.
- Biografisch Portaal: 40936056
- Gemeinsame Normdatei: 1047405970
- International Standard Name Identifier: 0000 0000 8722 7785
- Nederlandse Thesaurus van Auteursnamen: 357155270
- RKD-Nederlands Instituut voor Kunstgeschiedenis: 21703
- Système universitaire de documentation: 252770552
- Union List of Artist Names: 500134424
- Virtual International Authority File: 126574310
- WorldCat: E39PBJfrHGckB4JqFVbxyJTJXd